# جهان‌آرا خانم پاوه‌ای
جهان‌آرا خانم پاوه‌ای (به کردی: جیھان ئارا خانمی پاوەیی) (زاده: ۱۸۵۹ در پاوه، کرمانشاه – درگذشتۀ ۱۹۱۱ در جوانرود، کرمانشاه)، شاعر کرد اهل پاوه است که به زبان کردی گورانی (هورامی) شعر می‌سروده است.

## زندگی
جهان‌آرا دختر ملا نشئت پاوه‌ای، خواهر آغا عنایت هدایتی (شاعر) بوده‌است. جهان آرا خانم خواندن را نزد پدرش یاد می‌گیرد و پس از آن نزد دیگر معلم و استادان ویژه خواندن را ادامه می‌دهد. او در ابتدا با علی‌اکبر خان شرف‌الملک اردلان ازدواج کرد، اما این زوج پس از مدتی از یکدیگر جدا شدند. جهان‌آرا خانم پس از جدایی، با حبیب‌الله خان باباجانی از مردم جاف جوانرود ازدواج می‌کند. جهان‌آرا خانم همچنین عمۀ آقاعنایت جوانرودی (صارم السلطان) شاعر کُرد اهل منطقۀ هوارامان و جوانرود و از رهبران سیاسی کُرد بوده‌است.

## مجموعه اشعار
بسیاری از اشعار جهان‌آرا خانم به دلایل مختلف از جمله عدم انتشار و ثبت آن‌ها در زمان حیات شاعر در دسترس قرار ندارد. با این وجود مجموعه‌ای از اشعار به‌جای مانده و منتشرشده از وی در دیوانی به کوشش عدنان مرادی گردآوری شده‌است. این مجموعه اشعار در تیر ۱۳۹۸ در انجمن ادبی تریفه در پاوه رونمایی شد.
از مشهورترین اشعار جهان‌آرا خانم می‌توان به «قیبله‌م ده‌ماخم» و «هجران بار توم» اشاره کرد که با مضامین عاطفی و عاشقانه و متأثر از تجارب تلخ و شیرین زندگی زناشویی‌اش نخست با علی‌اکبرخان شرف‌الملک اردلان و سپس حبیب‌الله خان جاف سروده شده‌است.